# Campeonato Sul-Americano de Voleibol Masculino Sub-21 de 2022
O Campeonato Sul-Americano de Voleibol Masculino Sub-21 de 2022 foi a 25ª edição deste torneio sul-americano organizado pela Confederação Sul-Americana de Voleibol (CSV). A competição ocorreu entre os dias 14 e 18 de setembro, na cidade de Tacna, Peru.
Ao vencer a seleção argentina na última rodada, a seleção brasileira terminou a competição em primeiro lugar e a seleção da Argentina em segundo na classificação geral. Ambas equipes garantiram vaga para o Campeonato Mundial Sub-21 de 2023. O ponteiro brasileiro Arthur Bento foi eleito o melhor jogador da competição, repassando o prêmio ao seu companheiro de equipe Samuel Neufeld.

## Equipes participantes
As seguintes seleções foram selecionadas a competir o Campeonato Sul-Americano Sub-21 de 2022.
| Equipe    | Última participação |
| --------- | ------------------- |
| Argentina | 2018                |
| Bolívia   | 2004                |
| Brasil    | 2018                |
| Chile     | 2018                |
| Peru      | 2018                |

## Local das partidas
| Tacna, Peru              |
| Coliseo Cerrado de Tacna |
| ------------------------ |
|                          |

## Formato da disputa
Disputa em turno único, com todas as seleções se enfrentando.

### Critérios de desempate
1. Número de vitórias
2. Número de pontos
3. Sets average
4. Pontos average

Partidas terminadas em 3–0 ou 3–1: 3 pontos para o vencedor, 0 pontos para o perdedor;
Partidas terminadas em 3–2: 2 pontos para o vencedor, 1 ponto para o perdedor.

## Fase única
|     |           |     | Jogos | Jogos | Jogos | Resultados | Resultados | Resultados | Resultados | Resultados | Resultados | Sets | Sets | Sets  | Pontos | Pontos | Pontos |
| Pos | Equipe    | Pts | T     | V     | D     | 3–0        | 3–1        | 3–2        | 2–3        | 1–3        | 0–3        | V    | P    | R     | V      | P      | R      |
| --- | --------- | --- | ----- | ----- | ----- | ---------- | ---------- | ---------- | ---------- | ---------- | ---------- | ---- | ---- | ----- | ------ | ------ | ------ |
| 1   | Brasil    | 12  | 4     | 4     | 0     | 4          | 0          | 0          | 0          | 0          | 0          | 12   | 0    | MAX   | 304    | 194    | 1.567  |
| 2   | Argentina | 9   | 4     | 3     | 1     | 3          | 0          | 0          | 0          | 0          | 1          | 9    | 3    | 3,000 | 291    | 196    | 1.485  |
| 3   | Chile     | 6   | 4     | 2     | 2     | 1          | 1          | 0          | 0          | 0          | 2          | 6    | 7    | 0.857 | 276    | 290    | 0.952  |
| 4   | Peru      | 3   | 4     | 1     | 3     | 0          | 1          | 0          | 0          | 0          | 3          | 3    | 10   | 0.300 | 212    | 307    | 0.691  |
| 5   | Bolívia   | 0   | 4     | 0     | 4     | 0          | 0          | 0          | 0          | 2          | 2          | 2    | 12   | 0.167 | 247    | 343    | 0.720  |

- Os horários seguem o fuso horário local (UTC−5).

| Data   | Hora  |           | Placar |           | Set 1 | Set 2 | Set 3 | Set 4 | Set 5 | Total | Relatório |
| ------ | ----- | --------- | ------ | --------- | ----- | ----- | ----- | ----- | ----- | ----- | --------- |
| 14 set | 18:00 | Chile     | 0–3    | Argentina | 20–25 | 16–25 | 18–25 |       |       | 54–75 | Resultado |
| 14 set | 20:00 | Peru      | 3–1    | Bolívia   | 25–16 | 25–18 | 19–25 | 25–23 |       | 94–82 | Resultado |
| 15 set | 18:00 | Brasil    | 3–0    | Bolívia   | 25–11 | 25–15 | 25–16 |       |       | 75–42 | Resultado |
| 15 set | 20:00 | Peru      | 0–3    | Argentina | 13–25 | 5–25  | 6–25  |       |       | 24–75 | Resultado |
| 16 set | 18:00 | Argentina | 3–0    | Bolívia   | 25–18 | 25–9  | 25–12 |       |       | 75–39 | Resultado |
| 16 set | 20:00 | Brasil    | 3–0    | Chile     | 25–13 | 25–23 | 25–12 |       |       | 75–48 | Resultado |
| 17 set | 18:00 | Chile     | 3–1    | Bolívia   | 24–26 | 25–17 | 25–18 | 25–23 |       | 99–84 | Resultado |
| 17 set | 20:00 | Peru      | 0–3    | Brasil    | 13–25 | 9–25  | 16–25 |       |       | 38–75 | Resultado |
| 18 set | 18:00 | Argentina | 0–3    | Brasil    | 27–29 | 19–25 | 20–25 |       |       | 66–79 | Resultado |
| 18 set | 20:00 | Peru      | 0–3    | Chile     | 20–25 | 21–25 | 15–25 |       |       | 56–75 | Resultado |

## Classificação final
| Posição | Equipe    |
| ------- | --------- |
|         | Brasil    |
|         | Argentina |
|         | Chile     |
| 4       | Peru      |
| 5       | Bolívia   |

|  | Qualificado para o Campeonato Mundial Sub-21 de 2023 |

## Premiações
| Campeonato Sul-Americano Sub-21 de 2022 |
| Brasil                                  |
| --------------------------------------- |
| Brasil Campeão (20º título)             |

### Individuais
Os atletas que se destacaram individualmente foramː
| - Most Valuable Player (MVP) Arthur Bento - Melhor Oposto German Gómez - Melhor Levantador Gustavo Cardoso - Melhor Líbero Filipe Cipriano | - Melhores Ponteiros Arthur Bento Leonel Despaigne - Melhores Centrais Maicon França Emanuel Salazar |